# بيتر إيرلي لوف
بيتر إيرلي لوف هو قاضي ومحامي وسياسي أمريكي، ولد في 7 يوليو 1818، وتوفي في 8 نوفمبر 1866. نشط حزبياً في الحزب الديمقراطي. وقد انتخب عضو مجلس نواب جورجيا ‏ وانتخب عضو مجلس النواب الأمريكي ‏.